# Gellin (Doubs)
Gellin ist eine französische Gemeinde mit 264 Einwohnern (Stand: 1. Januar 2022) im Département Doubs in der Region Bourgogne-Franche-Comté.

## Geographie
Gellin liegt auf 923 Meter über dem Meeresspiegel, etwa 21 Kilometer südwestlich der Stadt Pontarlier (Luftlinie). Das Straßenzeilendorf erstreckt sich im Jura, in der Längsmulde des Val de Mouthe, am nördlichen Rand der Niederung des Doubs nördlich des Risoux, nahe der Grenze zur Schweiz.
Die Fläche des 4,87 km² großen Gemeindegebiets umfasst einen Abschnitt des französischen Juras. Der zentrale Teil des Gebietes wird von der rund zwei Kilometer breiten Längsmulde des Val de Mouthe eingenommen, die in geologisch-tektonischer Hinsicht eine Synklinale bildet. Der Doubs mäandriert durch eine weite, teils vermoorte Talniederung und entwässert das Gebiet nach Nordosten. Auf ihrer Nordseite wird die Talsenke von den Höhen des Bois de la Pila (bis 1066 Meter) und Les Essarts (1010 Meter) flankiert. Mit einem schmalen Streifen erstreckt sich das Gemeindeareal nach Süden in das überwiegend bewaldete Gebiet von Crêt Sapeau, auf dem mit 1293 Metern die höchste Erhebung von Gellin erreicht wird. Es gibt hier keine oberirdischen Fließgewässer, weil das Niederschlagswasser im verkarsteten Untergrund versickert. Das Gemeindegebiet ist Teil des Regionalen Naturparks Haut-Jura (frz.: Parc naturel régional du Haut-Jura).
Nachbargemeinden von Gellin sind Remoray-Boujeons und Brey-et-Maison-du-Bois im Norden, Les Villedieu im Osten sowie Sarrageois im Süden und Westen.

## Geschichte

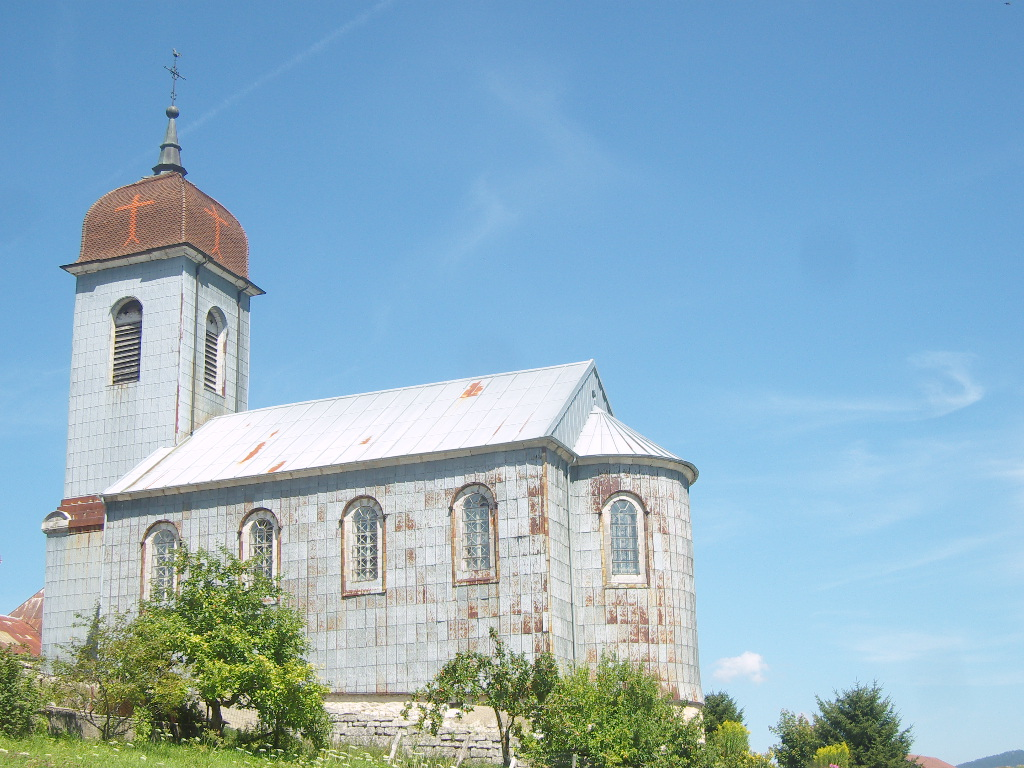
Kirche Notre-Dame

Das im 13. Jahrhundert erstmals unter dem Namen Gerlans erwähnte Gellin könnte auf den germanischen Personennamen Gisilo zurückgehen. Im Mittelalter gehörte das Dorf zur Herrschaft Mouthe. Zusammen mit der Franche-Comté gelangte es mit dem Frieden von Nimwegen 1678 an Frankreich. Heute ist Gellin Mitglied des Gemeindeverbandes Lacs et Montagnes du Haut-Doubs.

## Sehenswürdigkeiten
Die Dorfkirche Notre-Dame wurde 1779 im klassizistischen Stil erbaut und 1843 restauriert.

## Bevölkerung
| Jahr                       | 1962 | 1968 | 1975 | 1982 | 1990 | 1999 | 2006 | 2018 |
| Einwohner                  | 112  | 113  | 79   | 74   | 93   | 155  | 160  | 246  |
| Quellen: Cassini und INSEE |      |      |      |      |      |      |      |      |

Mit 264 Einwohnern (1. Januar 2022) gehört Gellin zu den kleinen Gemeinden des Départements Doubs. Nachdem die Einwohnerzahl in der ersten Hälfte des 20. Jahrhunderts markant abgenommen hatte (1886 wurden noch 222 Personen gezählt), wurde seit Beginn der 1980er Jahre wieder ein deutliches Bevölkerungswachstum verzeichnet.

## Wirtschaft und Infrastruktur
Gellin war bis weit ins 20. Jahrhundert hinein ein vorwiegend durch die Landwirtschaft, insbesondere Milchwirtschaft und Viehzucht, sowie durch die Forstwirtschaft geprägtes Dorf. Daneben gibt es heute einige Betriebe des lokalen Kleingewerbes. Mittlerweile hat sich das Dorf auch zu einer Wohngemeinde gewandelt. Viele Erwerbstätige sind auch Wegpendler, die in den größeren Ortschaften der Umgebung ihrer Arbeit nachgehen.
Die Ortschaft liegt abseits der größeren Durchgangsstraßen an der Departementsstraße D437, die von Saint-Laurent-en-Grandvaux nach Pontarlier führt. Weitere Straßenverbindungen bestehen mit Jougne, Les Villedieu und Maison-du-Bois.